# Courtemanche (Somme)
Pour les articles homonymes, voir Courtemanche.
Courtemanche est une commune française située dans le département de la Somme en région Hauts-de-France.

## Géographie

### Localisation
Courtemanche est un village picard de l'Amiénois.
Limitrophe de Montdidier, la localité est située à 19 km au sud-ouest de Roye, 31 km au sud-est d'Amiens, 34 km au nord-ouest de Compiègne et à 41 km au nord-est de Beauvais, à vol d'oiseau.
Le territoire de la commune est limitrophe de ceux de cinq communes.
Les communes limitrophes sont  Fignières, Fontaine-sous-Montdidier, Gratibus, Mesnil-Saint-Georges et Montdidier.

### Géologie et relief
La vallée des Trois Doms coupe le territoire communal en deux parties.

### Hydrographie

#### Réseau hydrographique
La commune est située dans le bassin Artois-Picardie. Elle est drainée par les Trois Doms et la rivière des Trois doms,.
Les Trois Doms, d'une longueur de 20 km, prend sa source dans la commune de Dompierre, à 83 mètres d'altitude, et se jette  dans l'Avre à Trois-Rivières, après avoir traversé douze communes.

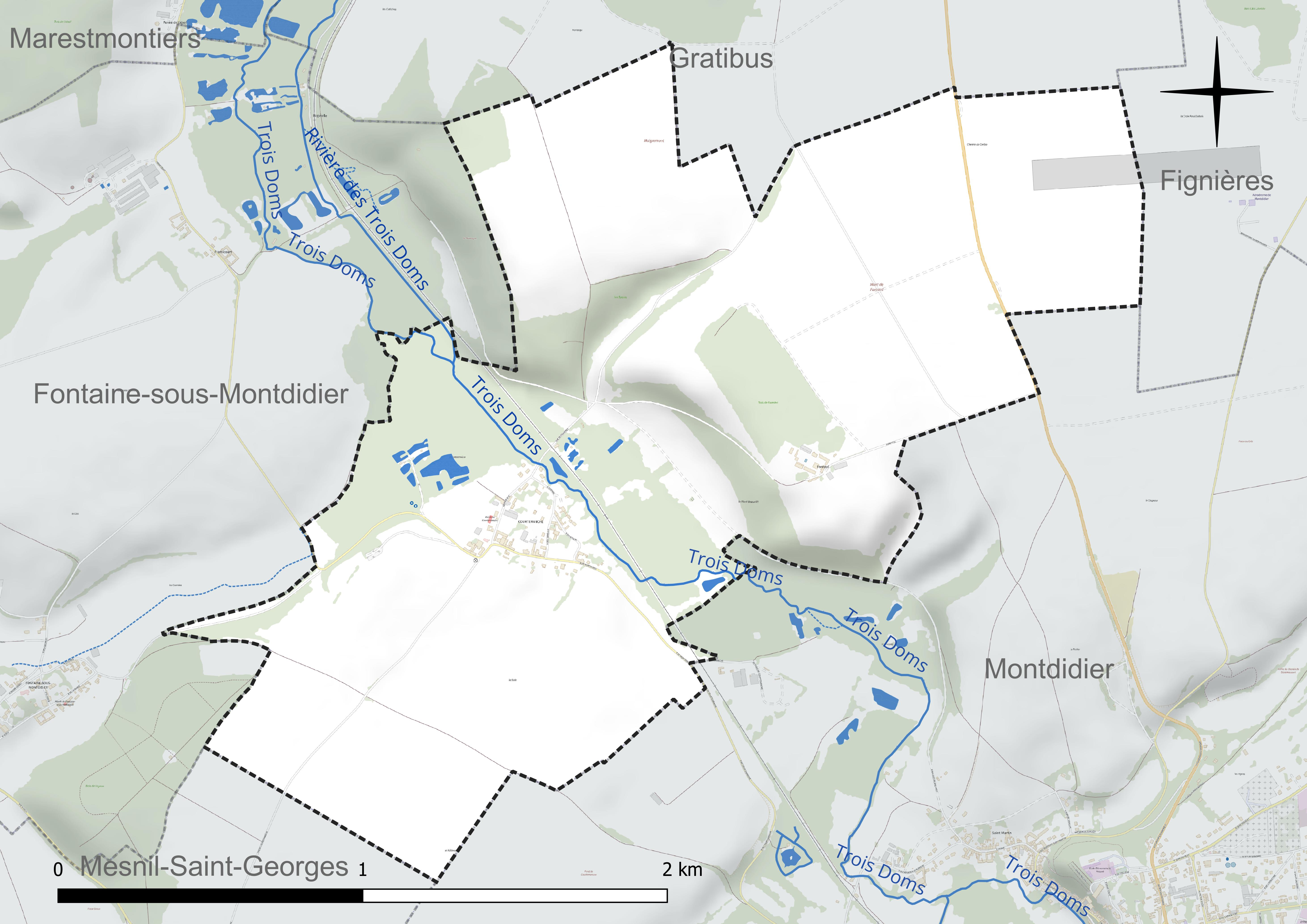
Réseau hydrographique de Courtemanche.

#### Gestion et qualité des eaux
Le territoire communal est couvert par le schéma d'aménagement et de gestion des eaux (SAGE) « Somme aval et Cours d'eau côtiers ». Ce document de planification concerne un territoire de 1 835 km2 de superficie, délimité par le bassin versant de la Somme canalisée. Le périmètre a été arrêté le 29 avril 2010 et le SAGE proprement dit a été approuvé le 6 août 2019. La structure porteuse de l'élaboration et de la mise en œuvre est le syndicat mixte d'aménagement hydraulique du bassin versant de la Somme (AMEVA).
La qualité des cours d'eau peut être consultée sur un site dédié géré par les agences de l'eau et l'Agence française pour la biodiversité.

### Climat
Pour des articles plus généraux, voir Climat des Hauts-de-France et Climat de la Somme.
En 2010, le climat de la commune est de type climat océanique dégradé des plaines du Centre et du Nord, selon une étude du CNRS s'appuyant sur une série de données couvrant la période 1971-2000. En 2020, Météo-France publie une typologie des climats de la France métropolitaine dans laquelle la commune est exposée à un climat océanique et est dans la région climatique Nord-est du bassin Parisien, caractérisée par un ensoleillement médiocre, une pluviométrie moyenne régulièrement répartie au cours de l'année et un hiver froid (3 °C).
Pour la période 1971-2000, la température annuelle moyenne est de 10,6 °C, avec une amplitude thermique annuelle de 14,7 °C. Le cumul annuel moyen de précipitations est de 686 mm, avec 11,2 jours de précipitations en janvier et 8,1 jours en juillet. Pour la période 1991-2020, la température moyenne annuelle observée sur la station météorologique la plus proche, située sur la commune de Godenvillers à 8 km à vol d'oiseau, est de 11,1 °C et le cumul annuel moyen de précipitations est de 701,9 mm,. Pour l'avenir, les paramètres climatiques de la commune estimés pour 2050 selon différents scénarios d'émission de gaz à effet de serre sont consultables sur un site dédié publié par Météo-France en novembre 2022.

## Urbanisme

### Typologie
Au 1er janvier 2024, Courtemanche est catégorisée commune rurale à habitat dispersé, selon la nouvelle grille communale de densité à sept niveaux définie par l'Insee en 2022.
Elle est située hors unité urbaine. Par ailleurs la commune fait partie de l'aire d'attraction de Montdidier, dont elle est une commune de la couronne,. Cette aire, qui regroupe 23 communes, est catégorisée dans les aires de moins de 50 000 habitants,.

### Occupation des sols
L'occupation des sols de la commune, telle qu'elle ressort de la base de données européenne d'occupation biophysique des sols Corine Land Cover (CLC), est marquée par l'importance des territoires agricoles (80 % en 2018), une proportion identique à celle de 1990 (80 %). La répartition détaillée en 2018 est la suivante :
terres arables (80 %), forêts (18,3 %), espaces verts artificialisés, non agricoles (1,7 %). L'évolution de l'occupation des sols de la commune et de ses infrastructures peut être observée sur les différentes représentations cartographiques du territoire : la carte de Cassini (XVIIIe siècle), la carte d'état-major (1820-1866) et les cartes ou photos aériennes de l'IGN pour la période actuelle (1950 à aujourd'hui).

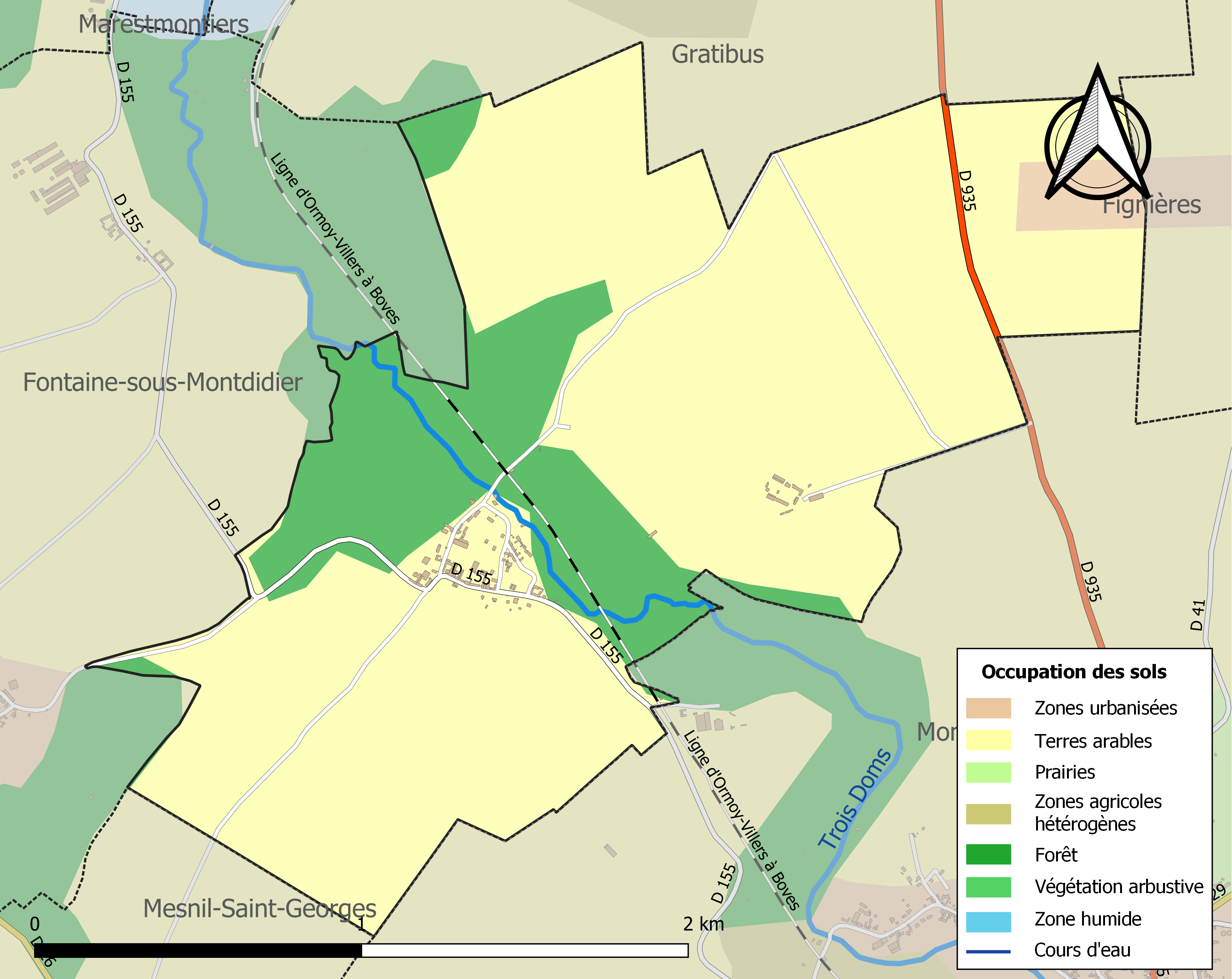
Carte des infrastructures et de l'occupation des sols de la commune en 2018 (CLC).

### Lieux-dits, hameaux et écarts
- Ferme de Forestel[20].

## Toponymie
Dès 982, la forme latinisée Curtès Domininica est citée. Elle évolue en Cordemence en 1190 et devient Courdemanche en 1381 puis Courtemanche en 1567.
L'étymologie de ce toponyme provient de l'agglutination du bas latin cortem et du nom de personne gallo-romain domenicus, issu du latin dominicus. Il s'agit de la ferme, du domaine (court, cour) appartenant à Dimanche, forme populaire du prénom Dominique, signifiant « qui appartient au Seigneur ».

## Histoire
La voie romaine d'Amiens à Compiègne traversait l'est du territoire.
Enguerrand de Courtemanche est cité dès 1220.
En 1358, le château-fort des seigneurs de Courtemanche est détruit au cours des troubles liés à la Jacquerie.
Il sera reconstruit ensuite. Il comprenait tours, pont-levis et fossés inondés. En 1894, il ne reste plus que la butte sur laquelle il était édifié, au lieudit le château.
Le lieudit La Quénolle témoigne d'un campement anglais commandé par Robert Knolles en 1370,.
Le Forestel relevait d'une seigneurie particulière et disposait alors d'une chapelle.
La maladrerie de Courtemanche est supprimée en 1695.
Pendant la Première Guerre mondiale, en 1918, un pilote est tué dans son avion au-dessus de Courtemanche.

## Politique et administration
| Période                                  | Période                      | Identité         | Étiquette | Qualité |
| ---------------------------------------- | ---------------------------- | ---------------- | --------- | --- |
| Les données manquantes sont à compléter. |                              |                  |           | |
| 1847                                     |                              | Baptiste Guénard |           | |
| 1851                                     |                              | Jacques Pillon   |           | |
| 1855                                     |                              | Auguste Gossuin  |           | |
| 1860                                     |                              | F.G. Guérard     |           | |
| 1865                                     |                              | Florent Guérard  |           | |
| Les données manquantes sont à compléter. |                              |                  |           | |
| mars 1989                                | En cours (au 5 juillet 2020) | Émile Foirest    |           | Agriculteur retraité Président de la CC du canton de Montdidier (2012 → 2016) Vice-président de la CC du Grand Roye (2017 → 2020) Réélu pour le mandat 2020-2026, |

## Population et société

### Démographie
L'évolution du nombre d'habitants est connue à travers les recensements de la population effectués dans la commune depuis 1793. Pour les communes de moins de 10 000 habitants, une enquête de recensement portant sur toute la population est réalisée tous les cinq ans, les populations de référence des années intermédiaires étant quant à elles estimées par interpolation ou extrapolation. Pour la commune, le premier recensement exhaustif entrant dans le cadre du nouveau dispositif a été réalisé en 2007.

En 2022, la commune comptait 99 habitants, en évolution de −1,98 % par rapport à 2016 (Somme : −1,26 %, France hors Mayotte : +2,11 %).
| 1793 | 1800 | 1806 | 1821 | 1831 | 1836 | 1841 | 1846 | 1851 |
| ---- | ---- | ---- | ---- | ---- | ---- | ---- | ---- | ---- |
| 146  | 148  | 136  | 142  | 160  | 164  | 154  | 149  | 149  |

| 1856 | 1861 | 1866 | 1872 | 1876 | 1881 | 1886 | 1891 | 1896 |
| ---- | ---- | ---- | ---- | ---- | ---- | ---- | ---- | ---- |
| 130  | 136  | 123  | 124  | 126  | 118  | 131  | 127  | 103  |

| 1901 | 1906 | 1911 | 1921 | 1926 | 1931 | 1936 | 1946 | 1954 |
| ---- | ---- | ---- | ---- | ---- | ---- | ---- | ---- | ---- |
| 97   | 103  | 87   | 87   | 105  | 96   | 107  | 72   | 90   |

| 1962 | 1968 | 1975 | 1982 | 1990 | 1999 | 2006 | 2007 | 2012 |
| ---- | ---- | ---- | ---- | ---- | ---- | ---- | ---- | ---- |
| 79   | 75   | 63   | 72   | 81   | 83   | 92   | 93   | 96   |

| 2017 | 2022 | - | - | - | - | - | - | - |
| ---- | ---- | - | - | - | - | - | - | - |
| 102  | 99   | - | - | - | - | - | - | - |

### Enseignement
La commune a eu son école primaire, toute en brique, collée à la mairie.

## Culture locale et patrimoine

### Lieux et monuments
- Église Saint-Pierre, toute en brique, sans transept. Sa reconstruction date de l'Entre-deux-guerres.

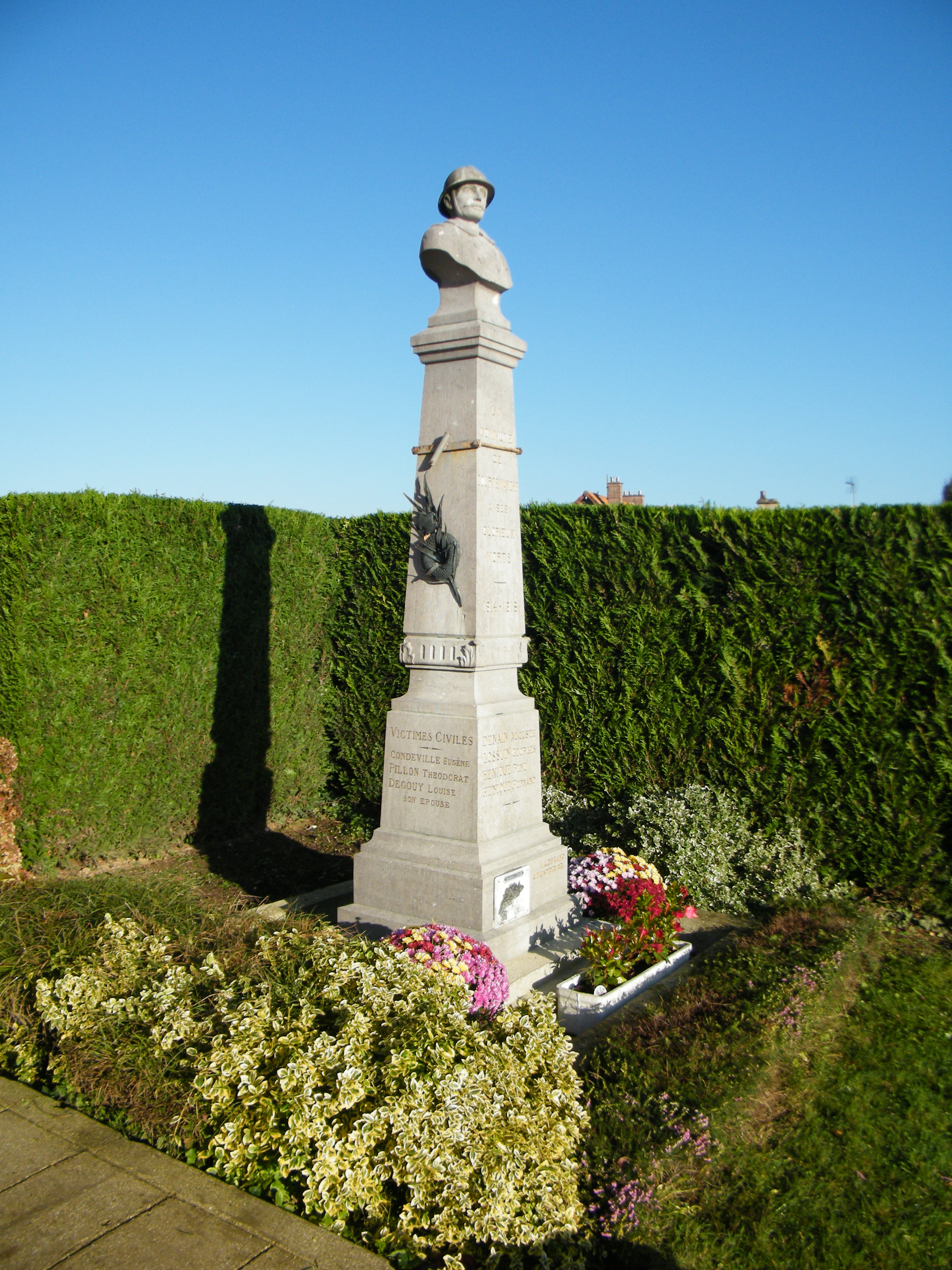
Monument.
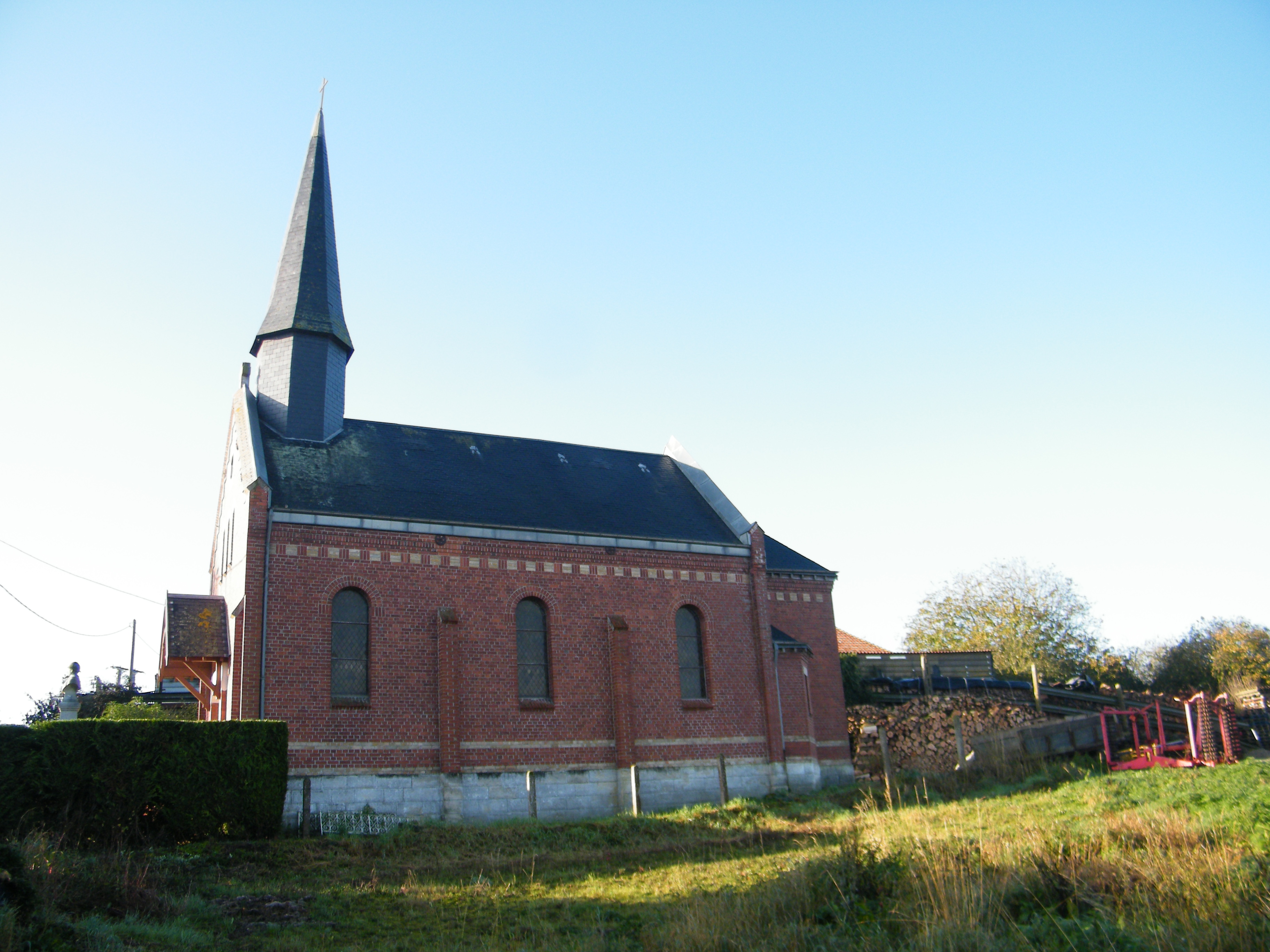
Saint-Pierre.
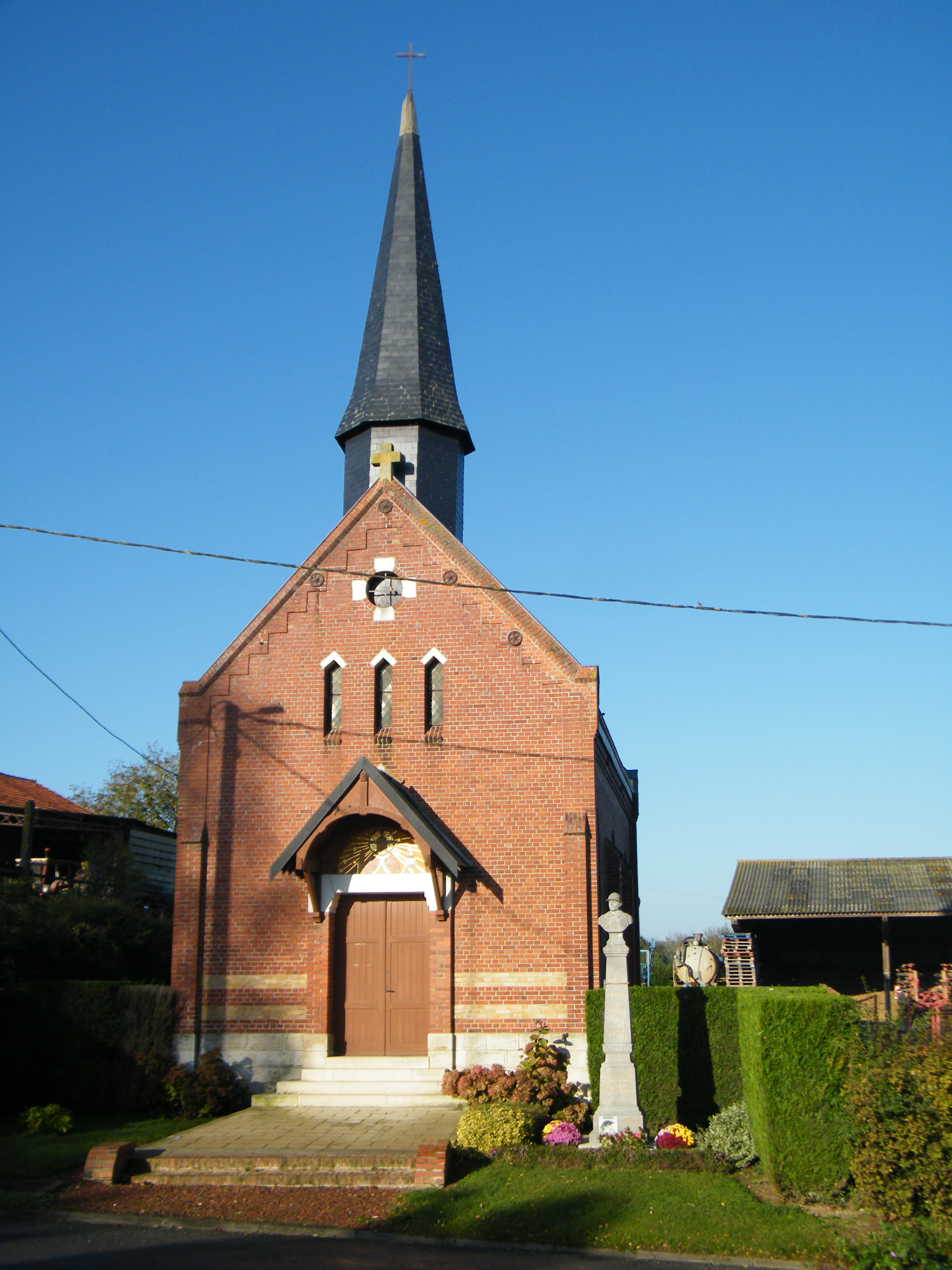
Clocher.

### Personnalités liées à la commune
- M. Guénard (- 1875), sculpteur né à Courtemanche, le musée d'Amiens conserve deux de ses œuvres[5].
- Damien Leban, romancier, professeur de sciences physiques au collège de Ressons-sur-Matz, habite au village[29].